# Agatha Christie
Agatha Christie (Torquay, 1890. szeptember 15. – Wallingford, 1976. január 12.) angol írónő, „a krimi koronázatlan királynője”. Mary Westmacott álnéven romantikus regényeket is írt, de az utókor számára inkább mintegy 80 detektívregénye és nagy sikereket arató West End-i színpadi darabjai miatt emlékezetes. A Guinness Rekordok Könyve szerint William Shakespeare könyvei és a Biblia után Agatha Christie könyveit adták ki a legnagyobb példányszámban az egész világon.
Színpadi darabja, az Egérfogó (1952) tartja az első előadást követően a leghosszabb időn át játszott előadás rekordját: elsőként 1952-ben mutatták be az Ambassadors Theatre-ben Londonban, és még ma is (2025) játsszák.

Agatha Christie emléktábla – Torre Abbey

## Élete
1890. szeptember 15-én a délnyugat-angliai tengerparti Torquay városában Agatha Mary Clarissa Miller néven látta meg a napvilágot. Anyja, Clara Boehmer angol, míg apja, Frederick Alvah Miller amerikai származású. A Miller házaspár harmadik gyermeke volt: Margaret Frary (Madge – 1879-1950) nővérénél tizenegy, bátyjánál, Louis Montantnál (Monty – 1880-1929) tíz évvel volt fiatalabb.
1897-ben édesapja betegeskedése, valamint a család anyagi helyzetének romlása miatt bérbe adták ashfieldi otthonukat és Dél-Franciaországba költöztek. Itt tanult meg Agatha hallás után rendkívül jól franciául (az iskolában emiatt nehézségei akadtak) és itt kezdett el zongorázni tanulni. A zene és az opera szeretete egész életét végigkísérte, kiskorában titokban operaénekes akart lenni, ez az álma azonban sosem valósult meg.
A hosszúra nyúlt „nyaralás” befejeztével visszaköltöztek Angliába, azonban apja egészsége nem javult. 1901-ben Frederick kétoldali tüdőgyulladást kapott és nevelőanyja ealingi házában meghalt. Mivel Monty a család „tékozló fia” volt, Margaret pedig 1902-ben férjhez ment, anya és kisebbik lánya magára maradt.
Agatha 1912-ben ismerte meg Archibald Christie-t, a Royal Flying Corps pilótáját egy táncestélyen. 1914. december 24-én házasodtak össze. Egy gyermekük született: Rosalind Margaret Clarissa Christie 1919. augusztus 5-én Ashfieldben.
Agatha az első világháború ideje alatt a torquayi kórházban ápolónőként, majd vizsgáit letéve egy új gyógyszerlaboratóriumban dolgozott. Ekkor formálódott meg benne a regényírás gondolata, melyben mérgezéssel követnék el a bűncselekményt, és egy detektív alakja is, aki kideríti az igazságot. Ő a híres Hercule Poirot, a zseniális belga nyugalmazott nyomozó, aki a háború viszontagságai miatt menekült Angliába. A könyv elkészültével Agatha elküldte a kéziratot hat kiadónak, azonban mindenhol elutasították. 1920-ban végül megjelent regénye – a Bodley Head főnöke, John Lane csekély összeget fizetett az elsőkönyves szerzőnek (mintegy 25 fontot), és következő öt könyvének kiadási jogát is hasonló feltételekkel kötötte le. Agatha lelkesen és tudatlanul aláírta a szerződést.
1926 Agatha Christie életének legjelentősebb fordulópontja volt több okból is: ekkor jelent meg Az Ackroyd-gyilkosság, mellyel elindult a világhírnév felé, valamint ebben az évben tűnt el.
Archibald bevallotta Agathának, hogy egy másik nőbe, Nancy Neele-be szerelmes, és miatta el szándékozik tőle válni. December 3-án a pár vitatkozott, és sunningdale-i (Berkshire) otthonukból Archie szeretőjével Godalmingba (Surrey) utazott, hogy ott töltsék a hétvégét. Aznap este Agatha eltűnt, egyetlen levelet hagyva hátra titkárnőjének, melyben azt írta, hogy Yorkshire-be utazott. Eltűnése nagy felzúdulást váltott ki a társadalomban, mivel ekkor már sokan nagyra tartották írói munkásságát. Az írónő megtalálására indított kiterjedt kutatás tizenegy napig eredménytelen volt. Ezen a napon Christie-t azonosították a Swan Hydropathic Hotelben (ma Old Swan Hotel(en)), Harrogate-ben (Yorkshire), ahová vendégként jelentkezett be, Mrs. Teresa Neele néven, Cape Townból. Christie nem adott magyarázatot eltűnésére. Habár az orvosok amnéziát állapítottak meg nála, eltűnésének oka sokáig találgatások tárgya maradt. Egy elmélet szerint idegösszeroppanást szenvedett, valójában azonban hűtlen férjét akarta bosszantani. Az eltűnés megszervezésében sógornője, Nan Watts volt a segítségére. 1928-ban elvált Archibaldtól.
Agatha 40 évesen ismerte meg a fiatal régészt, Max Mallowant, egy, a Közel-Keleten tett útja során. 1930. szeptember 11-én összeházasodtak Skóciában. Házasságuk az első években boldog volt, és később is kitartott, dacára Mallowan számos félrelépésének, különös tekintettel a Barbara Parkerrel való viszonyára, akivel 1977-ben, Christie halála után egy évvel össze is házasodott.
Christie a második világháború alatt is segédkezett a kórházban, és rendszeresen kísérte el második férjét ásatásokra. Ezek az expedíciók adták az ötletet több híres művéhez is, például a Gyilkosság Mezopotámiában-hoz (Murder in Mesopotamia) vagy a Halál a Níluson-hoz (Death on the Nile).
Férjét régészeti munkásságának elismeréseképpen 1968-ban lovaggá ütötték, ő pedig 1971-ben megkapta a Dame Commander of the British Empire, azaz a brit birodalom lovagja cím női megfelelőjét.
Christie egészsége 1971-ben gyengülni kezdett, de folytatta az írást. 1976. január 12-én, 85 évesen halt meg berkshire-i otthonában, Wallingfordban. A közeli St. Mary temetőben nyugszik, Cholsey-ben. Max Mallowan 1978. augusztus 19-én halt meg.

## Művei
Christie első regényét, A titokzatos stylesi esetet 1920-ban adták ki, ebben a történetben mutatta be az olvasóknak Hercule Poirot-t, aki azután hosszú időn át, összesen 33 regényben és 54 novellában szerepelt.
A másik ismert szereplője Miss Marple, aki A kedd esti klubban (The Tuesday Night Club) szerepelt először, és akit olyan nőkről formált meg, mint saját nagymamája és az ő régi barátnői.
A második világháború idején írta azt a két regényét, a Függöny: Poirot utolsó esetét (Curtain) és a Szunnyadó gyilkosságot (Sleeping Murder), melyeket két nagy nyomozója utolsó ügyeinek szánt. Christie mindkét könyvet elzárta egy bankszéfbe, és csak élete végén, több mint harminc évvel később adatta ki, amikor érezte, hogy többé nem tud írni.
Hasonlóan Arthur Conan Doyle-hoz, a '30-as évek végére Christie is egyre jobban megunta nyomozóját. Ebben az időben naplójában Poirot-t elviselhetetlennek nevezte, és a '60-as évekre úgy érezte, hogy Poirot "egy egocentrikus, dilis alak". (Poirot-val ellentétben Miss Marple-t kedvelte.) Azonban – ellentétben Conan Doyle-lal – Christie ellenállt a kísértésnek, hogy elpusztítsa népszerű nyomozóját. Úgy vélekedett magában a dologról, hogy ő egy szórakoztató, akinek az a munkája, hogy előállítsa azt, amit a közönség szeret – és a közönség Poirot-t szerette.
Christie soha nem írt olyan regényt, melyben együtt szerepelt volna Miss Marple és Hercule Poirot. Egy nemrégiben előkerült hangfelvétel szerint ezt így indokolta: „Poirot, a tökéletes egoista nem szerette volna, ha (ki)oktatják saját mesterségében, vagy hogy egy élemedett vénkisasszony tegyen neki javaslatokat.”
A Függöny: Poirot utolsó esete hatalmas sikerét követően 1976-ban Christie engedélyt adott a Szunnyadó gyilkosság kiadására is, de még a könyv megjelenése előtt elhunyt. Ez adhat magyarázatot a regényben levő ellentmondásokra, melyek egyébként szokatlanok a Miss Marple-történetekben, például hogy Arthur Bantry ezredes, Miss Marple barátnőjének a férje még élt és virult a Szunnyadó gyilkosságban, annak ellenére, hogy a már korábban kiadott könyvekben halottként utaltak rá. Lehetséges, hogy Christie-nek már nem volt ideje a kézirat átnézésére halála előtt. Miss Marple jobban járt Poirot-nál, mivel, miután megoldotta a rejtélyt, hazatért házába St. Mary Meadben, hogy tovább élje hétköznapi életét.
A Desert Island Discs egyik 2007-es kiadásában Brian Aldiss elmondta, hogy Agatha Christie neki azt mesélte, könyveit megírta az utolsó fejezetig, amikor is megvizsgálta, ki a legvalószínűtlenebb gyanúsított-jelölt. Azután újra átdolgozta a kéziratot, elhelyezve benne a szükséges változtatásokat, melyekkel gyanússá tette a figurát. Christie munkamódszerének bizonyítékai, melyeket egymás utáni életrajzírók írnak le, cáfolják ezt az állítást.
Agatha Christie csaknem összes detektívtörténete az angol közép- és felső osztályra koncentrált. Nyomozója általában vagy belebotlott a gyilkosságba, vagy egy régi ismerőse, aki érintett volt az ügyben, fordult hozzá segítségért. A nyomozó fokozatosan haladva mindenkit kihallgatott, megvizsgálta a bűntett helyszínét és minden nyomot feljegyzett azért, hogy az olvasók elemezhessék őket, és egyenlő esélyt kapjanak arra, hogy maguk oldják meg a rejtélyt. Azután, nagyjából a történet felénél, vagy néha az utolsó fejezetben/felvonásban az egyik gyanúsított meghalt, gyakran azért, mert véletlenül kiderítette a gyilkos kilétét, emiatt el kellett hallgattatni őt. Néhány regényében, köztük a És eljő a halál...-ban (Death Comes as the End) és a Tíz kicsi négerben (And Then There Were None) több áldozat is volt. Végül a nyomozó összehívta az összes lehetséges gyanúsítottat, és lassan leleplezte a tettest, miközben számos egyéb titkot is felfedett, néha harminc, vagy annál is több oldalon át. A gyilkosságokat gyakran hihetetlenül találékony módon, fortélyos cseleket alkalmazva követték el. Christie regényeire szintén jellemző a feszült légkör, és nyomasztó lélektani bizonytalanság, várakozás, melynek oka szándékosan lassú tempójú prózája.
Két esetben a történet narrátoráról derül ki meglepetésszerűen, hogy ő volt a gyilkos.
Négy történetben Christie futni hagyta a gyilkost az igazságszolgálatatás elől (az utolsó háromban majdhogynem jóváhagyva tettüket), ezek a A vád tanúja és más történetek (The Witness for the Prosecution), Gyilkosság az Orient expresszen (Murder on the Orient Express), Függöny: Poirot utolsó esete (Curtain) és A váratlan vendég (The Unexpected Guest).
Számos esetben a gyilkos nem került az igazságszolgáltatás kezére, hanem végül ő is meghalt (a halált itt mint a „jobb” végkifejletet hozta a történet zárásába Christie), például a Halál a Níluson-ban (Death on the Nile), Az Ackroyd-gyilkosságban (The Murder of Roger Ackroyd), A ferde házban (Crooked House), Találkozás a halállalban (Appointment with Death) és a Hétvégi gyilkosságban (The Hollow).

### Magyarországi jelenléte
Idehaza 1930-tól jelennek meg kötetei, szinte folyamatosan (az 1950-es éveket, a Rákosi-érát leszámítva), napjainkig, népszerűsége töretlen. Legtöbb könyvének több magyar kiadása is létezik, ill. az egyes sorozatokban egyaránt jelentek meg régebbi és újonnan készült fordítások. Néhány esetben (részben) azonos (fő)címen más-más fordítást adtak közre (a Temetni veszélyes 1958-as és 2018-as fordítása között 60 év telt el, míg a Szunnyadó gyilkosságnak három különféle fordítása létezik egyazon cím alatt). Más esetben nagyon hasonló címadások nehezítik eligazodásunkat az eltérő magyarítások között (Poirot karácsonya és Hercule Poirot karácsonya, vagy Mrs. McGinty halott és Mrs. McGinty meghalt), illetve léteznek teljesen megváltoztatott címek, mint Gloriett a hullának és Gyilkosvadászat, vagy A behavazott expressz és Gyilkosság az Orient expresszen.
Vagy éppen gyűjteményes kötetek címadásai okozhatnak zavart az egyes művek beazonosításában, ill. azonos című gyűjteményes kötetek más tartalommal bírnak (A vád tanúja). Több esetben (részben) elavult, több évtizeddel korábbi fordításokat is megjelentettek (pl. Pálföldy Margit).

### Regények
- A titokzatos stylesi eset (The Mysterious Affair at Styles, 1920) – Az első magyar kiadás címe: Poirot mester[18]
- A titkos ellenfél (The Secret Adversary, 1922)
- Gyilkosság a golfpályán (Murder on the Links, 1923) – Az első magyar kiadás címe: Az ijedt szemű leány
- A barna ruhás férfi (The Man in the Brown Suit, 1924)
- Chimneys titka (The Secret of Chimneys, 1925) – Az első magyar kiadás címe: Királyok és kalandorok
- Az Ackroyd-gyilkosság (The Murder of Roger Ackroyd, 1926) – Az első magyar kiadás címe: Poirot mester bravúrja
- A Nagy Négyes (The Big Four, 1927) – Az első magyar kiadás címe: A „Négyek társasága”, a másodiké: A titokzatos Négyes
- A titokzatos Kék Vonat (The Mystery of the Blue Train, 1928) – Az első magyar kiadás címe: A kék express
- A Hét Számlap rejtélye (The Seven Dials Mystery, 1929)
- Gyilkosság a paplakban (The Murder at the Vicarage, 1930)
- Az óriás kenyere (Giant's Bread, 1930) – Mary Westmacott álnév alatt
- A sittafordi rejtély (The Sittaford Mystery, 1931) – Az első magyar kiadás címe: A Sittaford-rejtély
- Ház a sziklán (Peril at End House, 1932) – Az első magyar kiadás címe: A vörös sál, a másodiké: Ház a világ végén
- Lord Edgware meghal (Lord Edgware Dies, 1933) – Az első magyar kiadás címe: Az áruló szemüveg, a másodiké: Lord Edgware rejtélyes halála
- Gyilkosság az Orient expresszen (Murder on the Orient Express, 1934) – Az első magyar kiadás címe: A behavazott express
- Miért nem szóltak Evansnak? (Why Didn't They Ask Evans?, 1934) – Az első magyar kiadás címe: Miért nem hívták Evanst?
- Befejezetlen portré (Unfinished Portrait, 1934) – Mary Westmacott álnév alatt
- Tragédia három felvonásban (Three Acts Tragedy illetve Murder in Three Acts, 1935) – Az első magyar kiadás címe: Hercule Poirot téved...?
- Halál a felhők között (Death in the Clouds, 1935) – Az első magyar kiadás címe: Poirot gyanúba esik, a másodiké: Halál a felhők fölött
- Az ABC-gyilkosságok (The ABC Murders, 1936) – Az első magyar kiadás címe: Poirot és az ABC
- Gyilkosság Mezopotámiában (Murder in Mesopotamia, 1936) – Az első magyar kiadás címe: Ne jöjj vissza…
- Nyílt kártyákkal (Cards on the Table, 1936) – Az első magyar kiadás címe: Hercule Poirot ismét munkában
- A kutya se látta (Dumb Witness, 1937) – Az első magyar kiadás címe: A néma tanú
- Halál a Níluson (Death on the Nile, 1938) – Az első magyar kiadás címe: Poirot kéjutazáson
- Találkozás a halállal (Appointment with Death, 1938) – Az első magyar kiadás címe: Hercule Poirot munkában[19][20]
- Hercule Poirot karácsonya (Hercule Poirot's Christmas, 1938) – Az első magyar kiadás címe: Valaki csenget…, a másodiké: Poirot karácsonya
- Gyilkolni könnyű (Murder Is Easy, 1939) – Az első magyar kiadás címe: A gyűlölet őrültje
- Tíz kicsi néger (Ten Little Niggers, 1939) – Az első magyar kiadás címe: A láthatatlan hóhér
- Cipruskoporsó (Sad Cypress, 1940) – Az első magyar kiadás címe: Vádol a rózsa!
- A fogorvos széke (One, Two, Buckle My Shoe, 1940)
- Nyaraló gyilkosok (Evil Under the Sun, 1941)
- N vagy M (N or M?, 1941)
- Holttest a könyvtárszobában (The Body in the Library, 1942)
- Nem zörög a haraszt (The Moving Finger, 1942) – Az első magyar kiadás címe: A láthatatlan kéz
- Öt kismalac (Five Little Pigs, 1943)
- Éjféltájt (Towards Zero, 1944)
- És eljő a halál… (Death Comes as the End, 1944)
- Távol telt tőled tavaszom (Absent in the Spring, 1944) – Mary Westmacott álnév alatt
- Gyöngyöző cián (Sparkling Cyanide, 1945) – Az első magyar kiadás címe: Valaki hiányzik...
- Hétvégi gyilkosság (The Hollow, 1946)
- A rózsa és a tiszafa (The Rose and the Yew Tree, 1948) – Mary Westmacott álnév alatt
- Zátonyok közt (Taken at the Flood, 1948)
- A ferde ház (Crooked House, 1949)
- Gyilkosság meghirdetve (A Murder is Announced, 1950)
- Eljöttek Bagdadba (They Came to Baghdad, 1951) – Az első magyar kiadás címe: Bagdadba jöttek
- Mrs. McGinty meghalt (Mrs. McGinty's Dead, 1952) – Az első magyar kiadás címe: Mrs. McGinty halott
- Nem csalás, nem ámítás (They Do It with Mirrors, 1952) – Az első magyar kiadás címe: Szemfényvesztés, a másodiké: Tükrökkel csinálják
- A lányom mindig a lányom (A Daughter's a Daughter, 1952) – Mary Westmacott álnév alatt
- Temetni veszélyes (After the Funeral, 1953)
- Egy marék rozs (A Pocket Full of Rye, 1953)
- Úti célja ismeretlen (Destination Unknown, 1954)
- Gyilkosság a diákszállóban (Hickory, Dickory, Dock, 1955)
- Gyilkosvadászat (Dead Man's Folly, 1956) – Az első magyar kiadás címe: Gloriett a hullának
- Az élet súlya (The Burden, 1956) – Mary Westmacott álnév alatt
- Paddington 16.50 (4.50 from Paddington, 1957)
- Az alibi (Ordeal by Innocence, 1958)
- Macska a galambok között (Cat Among the Pigeons, 1959)
- Bűbájos gyilkosok (The Pale Horse, 1961)
- A kristálytükör meghasadt (The Mirror Crack’d from Side to Side, 1962)
- Az órák (The Clocks, 1963) – Az első magyar kiadás címe: Órák
- Rejtély az Antillákon (A Caribbean Mystery, 1964)
- A Bertram Szálló (At Bertram's Hotel, 1965)
- A harmadik lány (Third Girl, 1966) – Az első magyar kiadás címe: Harmadik lány
- Örök éj (Endless Night, 1967) – Az első magyar kiadás címe: Végtelen éjszaka
- Balhüvelykem bizsereg (By the Pricking of My Thumbs, 1968)
- Halloween és halál (Hallowe'en Party, 1969) – Az első magyar kiadás címe: Ellopott gyilkosság
- Frankfurti utas (Passenger to Frankfurt, 1970) – Az első magyar kiadás címe: A frankfurti utas
- Nemezis (Nemesis, 1971)
- Az elefántok mindenre emlékeznek (Elephants Can Remember, 1972) – Az első magyar kiadás címe: Az elefántok nem felejtenek
- Sors-rejtekajtó (Postern of Fate, 1973) – Az első magyar kiadás címe: A sors kapuja
- Függöny: Poirot utolsó esete (Curtain: Poirot's Last Case, 1975)
- Szunnyadó gyilkosság (Sleeping Murder, 1976) – posztumusz kiadású mű[21]

### Novelláskötetek
- Poirot nyomoz (Poirot Investigates, 1924) – Az első magyar kiadás címe: Poirot munkában[22]
- Bűnszövetkezetben (Partners in Crime, 1929) – Az első magyar kiadás címe: No. 16
- Mr. Quin (The Mysterious Mr. Quin, 1930) – A titokzatos Mr. Quin címen is megjelent.
- Tizenhárom rejtély (The Thirteen Problems, 1932)
- A vád tanúja és más történetek (The Hound of Death and Other Stories, 1933)
- A Listerdale-rejtély (The Listerdale Mystery, 1934)
- Parker Pyne esetei (Parker Pyne Investigates, 1934) – Parker Pyne nyomoz címen is megjelent.
- Gyilkosság a csendes házban (Murder in the Mews, 1937)
- Herkules munkái (The Labours of Hercules, 1947)
- Három vak egér (Three Blind Mice and Other Stories, 1950) – csak az Egyesült Államokban megjelent novellagyűjtemény, amelynek címadó történetét Magyarországon külön kötet formájában adták ki
- A karácsonyi puding esete (The Adventure of the Christmas Pudding and a Selection of Other Entrées, 1960) – Az első magyar kiadás címe: A karácsonyi puding
- Poirot első esetei (Poirot's Early Cases, 1974) – Az első magyar kiadás címe: Poirot bravúrjai
- Gyilkosság méretre (Miss Marple’s Final Cases, 1979)
- A pollensai probléma (Problem at Pollensa Bay and Other Stories, 1992) – Az első magyar kiadás címe: A Pollensa-öböl
- Az Álmok Háza (While the Light Lasts and Other Stories, 1997)

### Versek, mesék
- The Road of Dreams, 1924 – verseskötet
- Csillag Betlehem felett (Star over Bethlehem, 1965) – mesék, versek Agatha Christie Mallowan néven
- Poems, 1973 – az írónő összes versét tartalmazó kötet

### Színdarabok és rádiójátékok
- Feketekávé (Black Coffee, 1930, majd Charles Osborne 1998-ban regénnyé bővítette)
- The Stranger (1930-as évek)
- Chimneys titka (The Secret of Chimneys, 1931, a Királyok és kalandorok című regény alapján)
- Love from a Stranger (1936, a Fülemüle-villa című novella alapján)
- Akhnaton (1937)
- Darázsfészek (The Wasp's Nest, 1937, a Darázsfészek című Poirot-novella színpadi változata)
- Sárga írisz (Yellow Iris, 1937, a Sárga írisz című Poirot-novella színpadi változata)
- És már senki sem! / Tíz kicsi néger (And Then There Were None, 1943, a Tíz kicsi néger című regény színpadi változata)
- Találkozás a halállal (Appointment with Death, 1945, a Találkozás a halállal című regény színpadi változata)
- Halál a Níluson (Murder on the Nile / Hidden Horizon, 1946, a Halál a Níluson című regény színpadi változata)
- Éjféltájt (Towards Zero, 1946 majd 1956, az Éjféltájt című regény színpadi változata)
- Butter in a Lordly Dish (1948)
- Hétvégi gyilkosság (The Hollow, 1951, a Hétvégi gyilkosság című regény színpadi változata)
- Egérfogó (The Mousetrap, 1952)
- A vád tanúja (Witness for the Prosecution, 1953, a A vád tanúja című novella színpadi változata)
- Pókháló (Spider's Web, 1954, majd Charles Osborne regénnyé bővítette)
- Personal Call (1954)
- A Daughter's a Daughter (1956, Mary Westmacott néven)
- Váratlan vendég (The Unexpected Guest, 1958, majd Charles Osborne 1999-ben regénnyé bővítette)
- Ítélet (Verdict, 1958)
- Öt kismalac (Go Back For Murder, 1960, az Öt kismalac című regény színpadi változata)
- A páciens (The Patient, 1961)
- Patkányok (Rats, 1961)
- Tengerparti délután (Afternoon at the Seaside, 1961)
- Fiddlers Three (eredetileg Fiddler's Five, 1971)
- Gyilkosság meghirdetve (A Murder is Announced, 1977, a Gyilkosság meghirdetve című regény színpadi változata)

### Színdarabgyűjtemények
- Ökölszabály (Rule of Thumb; magába foglalja a következő egyfelvonásos színdarabokat: Darázsfészek, Patkányok, A páciens)
- Hármasszabály (The Rule of Three; magába foglalja a következő egyfelvonásos színdarabokat: Tengerparti délután, Patkányok, A páciens)
- A Poirot Double Bill (magába foglalja a következő egyfelvonásos Poirot-színdarabokat: Darázsfészek, Sárga írisz)
- Murder in the Studio (magába foglalja a következő egyfelvonásos színdarabokat: Personal Call, Sárga írisz, Butter in a Lordly Dish)

### Önéletrajzok
- Így éltünk Mezopotámiában (Come, Tell Me How You Live, 1946) – Agatha Christie Mallowan néven
- Életem (An Autobiography, 1977)

### Társszerzőként
- A sodródó admirális (1931)

## Híres szereplői
- Hercule Poirot, belga magándetektív
- Miss Marple, amatőr nyomozó vénkisasszony
- Ariadne Oliver, krimiírónő
- Christopher Parker Pyne, nyugalmazott köztisztviselő
- Harley Quin, titokzatos, tarka ruhás férfi
- Arthur Hastings kapitány, Poirot barátja
- James Japp főfelügyelő, a Scotland Yard főfelügyelője, Poirot barátja
- Tommy és Tuppence Beresford, nyomozó házaspár
- Johnny Race ezredes, Poirot barátja
- Battle főfelügyelő
- Mr. Satterthwaite, 60-as, gazdag agglegény, Mr. Quin barátja és segítőtársa
- Miss Lemon, Felicity Lemon, Parker Pyne, később Poirot titkárnője
- Georges, Poirot hűséges inasa
- Lady Eileen Brent (Bundle), Lord Catherham vállalkozó szellemű lánya
- Lady Frances Derwent (Frankie), Lord Marchington vállalkozó szellemű lánya
- Dermot Craddock, a New Scotland Yard hűséges felügyelője
- Anne Baddingfield A Kalandornő zöld szemekkel és fekete hajjal

## Magyarul

### 1944-ig
- Az ijedt szemű leány. Regény; ford. Miskolczy Ernőné; Palladis, Bp., 1930 (1 pengős regények)
  - (Gyilkosság a golfpályán címen is)
- A négyek társasága. Kalandos regény; ford. Balogh Barna; Légrády Testvérek, Bp., 1930 (Pesti Hírlap könyvek 128.)
  - (A titokzatos Négyes; A nagy négyes címen is)
- Poirot mester bravúrja. Regény; ford. Zigány Árpád; Palladis, Bp., 1930 (1 pengős regények)
  - (Az Ackroyd-gyilkosság címen is)
- A titkos ellenfél. Regény; ford. Zeyk Adéle bárónő; Palladis, Bp., 1930 (1 pengős regények)
  - (A titokzatos ellenfél címen is)
- A kék express. Regény; ford. Fekete Oszkár; Palladis, Bp., 1933 (1 pengős regények)
  - (A titokzatos kék vonat címen is)
- A vörös sál. Regény; ford. Pálföldy Margit; Palladis, Bp., 1933 (Félpengős regények)
  - (Ház a világ végén; Ház a sziklán címen is)
- Az áruló szemüveg. Regény; ford. Lengyelné Vértes Lenke; Palladis, Bp., 1934 (Félpengős regények)
  - (Lord Edgware rejtélyes halála; Lord Edgware meghal címen is)
- Királyok és kalandorok. Regény, 1-2.; ford. Gáspár Artúr; Légrády, Bp., 1934 (Pesti Hírlap könyvek 333-334.)
  - (Chimneys titka címen is)
- A behavazott expressz. Regény; ford. Bálint Lajos; Palladis, Bp., 1935 (1 pengős regények)
  - (Gyilkosság az Orient expresszen címen is)
- Poirot gyanúba esik. Regény; ford. Földes Jolán; Palladis, Bp., 1935 (1 pengős regények)
  - (Halál a felhők fölött; Halál a felhők között címen is)
- Poirot és az ABC. Regény; ford. Földes Jolán; Palladis, Bp., 1936 (Félpengős regények)
  - (Az ABC-gyilkosságok címen is)
- Miért nem hívták Evanst? Regény; ford. Fodor Janka; Palladis, Bp., 1937 (1 pengős regények)
  - (Miért nem szóltak Evansnak? címen is)
- Ne jöjj vissza... Regény; ford. Kosáryné Réz Lola; Palladis, Bp., 1937 (1 pengős regények)
  - (Gyilkosság Mezopotámiában címen is)
- Poirot kéjutazáson; ford. Kosáryné Réz Lola; Palladis, Bp., 1938 (1 pengős regények)
  - (Halál a Níluson címen is)
- Valaki csenget... Regény; ford. Kosáryné Réz Lola; Palladis, Bp., 1939 (1 pengős regények)
  - (Poirot karácsonya; Hercule Poirot karácsonya címen is)
- A gyűlölet őrültje. Regény; ford. Moharné Dobó Éva; Palladis, Bp., 1940 (Félpengős regények)
  - (Gyilkolni könnyű címen is)
- Hercule Poirot munkában; ford. V. Nagy Kornél; Nova, Bp., 1940 (A Nova kalandos regényei)
  - (Találkozás a halállal címen is)
- A néma tanú; ford. V. Nagy Kornél; Nova, Bp., 1940 (A Nova kalandos regényei)
  - (A kutya se látta címen is)
- Vádol a rózsa! Regény; ford. G. Beke Margit; Palladis, Bp., 1940 (1 pengős regények)
  - (Cipruskoporsó címen is)
- Hercule Poirot ismét munkában; ford. Emődi Hajós Zsuzsa; Nova, Bp., 1941 (A Nova kalandos regényei)
  - (Nyílt kártyákkal címen is)
- Hercule Poirot téved?; ford. V. Nagy Kornél; Nova, Bp., 1941 (A Nova kalandos regényei)
  - (Tragédia három felvonásban címen is)
- A láthatatlan hóhér. Regény; ford. Vécsey Leó; Nova, Bp., 1941 (A Nova kalandos regényei)
  - (Tíz kicsi néger, Mert többen nincsenek címen is)
- Poirot mester. Regény; ford. Kolozs Pál; Mátravölgyi Ny., Bp., 1943 (Kaland Regények)
  - (A titokzatos stylesi eset címen is)

### 1945–1989
- Valaki hiányzik...; ford. Kosáryné Réz Lola; Palladis, Bp., 1947 (Detektívregények legjava)
  - (Gyöngyöző cián címen is)
- Temetni veszélyes; ford. Kovács György; Európa, Bp., 1958 (Bagoly könyvek)
- Nyaraló gyilkosok. Regény; ford. Szobotka Tibor; Európa, Bp., 1959 (Bagoly könyvek)
- Poirot kéjutazáson; Fórum, Novi Sad, 1962
- Tíz kicsi néger. Bűnügyi regény; ford. Szíjgyártó László; Európa, Bp., 1968 (Fekete könyvek)
  - (A láthatatlan hóhér, Mert többen nincsenek címen is)
- A Bertram Szálló. Bűnügyi regény; ford. Bart István; Európa, Bp., 1969 (Fekete könyvek)
- Holttest a könyvtárszobában. Detektívregény; ford. Pálócz Éva; Magvető, Bp., 1969 (Albatrosz könyvek)
- Rejtély az Antillákon. Bűnügyi regény; ford. Rubin Péter; Európa, Bp., 1970 (Fekete könyvek)
- Paddington 16.50. Bűnügyi regény; ford. Karig Sára; Európa, Bp., 1972 (Fekete könyvek)
- Öt kismalac. Bűnügyi regény; ford. Szíjgyártó László; Európa, Bp., 1973 (Fekete könyvek)
- Az Ackroyd-gyilkosság; ford. Szilágyi Tibor; Magvető, Bp., 1974 (Albatrosz könyvek)
  - (Poirot mester bravúrja címen is)
- Az ABC-gyilkosságok. Bűnügyi regény; ford. Vermes Magda; Európa, Bp., 1975 (Fekete könyvek)
  - (Poirot és az ABC címen is)
- Gyilkosság Mezopotámiában. Bűnügyi regény; ford. Szilágyi Tibor; Európa, Bp., 1975 (Fekete könyvek)
  - (Ne jöjj vissza... címen is)
- Poirot karácsonya; ford. Csanády Katalin; Magvető, Bp., 1975 (Albatrosz könyvek)
  - (Valaki csenget...; Hercule Poirot karácsonya címen is)
- N vagy M; ford. Göncz Árpád; Magvető, Bp., 1975 (Albatrosz könyvek)
- Egy marék rozs. Bűnügyi regény; ford. Borbás Mária; Európa, Bp., 1977 (Fekete könyvek)
- Gyilkosság meghirdetve; ford. Réz Ádám; Magvető, Bp., 1977 (Albatrosz könyvek)
- Hétvégi gyilkosság. Bűnügyi regény; ford. Vermes Magda; Európa, Bp., 1977 (Fekete könyvek)
- Gyilkosság a paplakban; ford. Borbás Mária; Magvető, Bp., 1978 (Albatrosz könyvek)
- A kristálytükör meghasadt; ford. Veres Júlia; Magvető, Bp., 1978 (Albatrosz könyvek)
- Mrs. McGinty halott; ford. Csanády Katalin; Magvető, Bp., 1978 (Albatrosz könyvek)
  - (Mrs. McGinty meghalt címen is)
- A titokzatos stylesi eset; ford. Dezsényi Katalin / Függöny. Poirot utolsó esete. Bűnügyi regények; ford. Gy. Horváth László; Európa, Bp., 1978 (Fekete könyvek)
  - (A titokzatos stylesi eset: Poirot mester címen is)
- Éjféltájt; ford. Fehér Katalin; Magvető, Bp., 1979 (Albatrosz könyvek)
- Nemezis. Bűnügyi regény; ford. Vermes Magda; Európa, Bp., 1979 (Fekete könyvek)
- Gyilkosság az Orient expresszen. Bűnügyi regény; ford. Katona Tamás; Európa, Bp., 1980 (Fekete könyvek)
  - (A behavazott expressz címen is)
- Cipruskoporsó. Bűnügyi regény; ford. Zombory Erzsébet; Európa, Bp., 1981 (Fekete könyvek)
  - (Vádol a rózsa! címen is)
- Bűbájos gyilkosok. Bűnügyi regény; ford. László Zsófia; Európa, Bp., 1984 (Fekete könyvek)
- A titokzatos Kék Vonat; ford. Békés András; Magvető, Bp., 1986 (Albatrosz könyvek)
  - (A kék express címen is)
- Gloriett a hullának; ford. Zentai Éva; Magvető, Bp., 1987 (Albatrosz könyvek)
  - (Gyilkosvadászat címen is)
- Halál a Níluson. Bűnügyi regény; ford. Szabó Zoltán; Európa, Bp., 1987 (Fekete könyvek)
  - (Poirot kéjutazáson címen is)
- Fülemüle villa. Válogatott elbeszélések / Philomel cottage; vál., ford. Borbás Mária; Európa, Bp., 1988 (Janus-könyvek)
- Nyílt kártyákkal. Bűnügyi regény; ford. László Zsófia; Európa, Bp., 1988 (Fekete könyvek)
  - (Hercule Poirot ismét munkában címen is)
- Harmadik lány. Bűnügyi regény; ford. Domina Márta; Hunga-print, Bp., 1989 (Hunga könyvek)
  - (A Harmadik lány címen is)
- Macska a galambok között. Bűnügyi regény; ford. Kosáryné Réz Lola; Európa, Bp., 1989 (Fekete könyvek)
- No. 16. Bűnügyi regény; ford. Domina Márta; Hunga-print, Bp., 1989 (Hunga könyvek)
  - (Bűnszövetkezetben, Cinkostársak címen is)
- Úticélja ismeretlen. Bűnügyi regény; ford. Domina Márta; Hunga-print, Bp., 1989 (Hunga könyvek)

### 1990–
- Herkules munkái; ford. Csák István; Hunga-print, Bp., 1990 (Hunga könyvek)
- Órák; ford. Vincze Ferenc; Hunga-print, Bp., 1990 (Hunga könyvek)
  - (Az órák címen is)
- Szemfényvesztés; ford. Kőrös László; Sorger Kolon, Bp., 1990 (Mesterdetektív kiskönyvtár)
  - (Tükrökkel csinálják; Nem csalás, nem ámítás címen is)
- Lord Edgware rejtélyes halála; ford. Vincze Ferenc; Hunga-print, Bp., 1991 (Hunga könyvek)
  - (Az áruló szemüveg; Lord Edgware meghal címen is)
- Szunnyadó gyilkosság. Miss Marple utolsó nyomozása; ford. Hazai Lajosné; Hunga-print, Bp., 1991 (Hunga könyvek)
  - (Szunnyadó gyilkosság; Miss Marple utolsó esete címen is)
- Csillag Betlehem felett; ford. Rostoványiné Kóczán Mária, versford. Tandori Dezső; Christianus–OMC, Bp.–Bécs, 1992
- Az elefántok nem felejtenek; ford. Losonci Gábor; Hunga-print, Bp., 1992 (Hunga könyvek)
  - (Az elefántok mindenre emlékeznek címen is)
- Ellopott gyilkosság; ford. Fencsik Flóra; Hunga-print, Bp., 1992 (Hunga könyvek)
  - (Halloween és halál címen is)
- Találkozás a halállal; ford. Kósa Sándor; Hunga-print, Bp., 1992 (Hunga könyvek)
  - (Hercule Poirot munkában címen is)
- Tragédia három felvonásban; ford. Szilárd Gabriella; Hunga-print, Bp., 1992 (Hunga könyvek)
  - (Hercule Poirot téved? címen is)
- A barna ruhás férfi; ford. Péter Ágnes; Hunga-print, Bp., 1993 (Hunga könyvek)
- És eljő a halál...; ford. Kocsis Anikó; Hunga-print, Bp., 1993 (Hunga könyvek)
- Ellopott gyilkosság; ford. Fencsik Flóra; 2. jav. kiad.; Hunga-print, Bp., 1993 (Hunga könyvek)
- Ferde ház; ford. Borbás Mária; Hunga-print, Bp., 1993 (Hunga könyvek)
  - (A ferde ház címen is)
- A fogorvos széke; ford. Bencsik Júlia; Hunga-print, Bp., 1993 (Hunga könyvek)
- Halál a felhők fölött; ford. Kocsis Anikó; Hunga-print, Bp., 1993 (Hunga könyvek)
  - (Poirot gyanúba esik; Halál a felhők között címen is)
- Harmadik lány. Bűnügyi regény; ford. Domina Márta; 2. jav. kiad.; Hunga-print, Bp., 1993 (Hunga könyvek)
- Herkules munkái; ford. Csák István; 2. jav. kiad.; Hunga-print, Bp., 1993 (Hunga könyvek)
- A kutya se látta; ford. Borbás Mária; Magyar Könyvklub, Bp., 1993
  - (A néma tanú címen is)
- A láthatatlan kéz. Mozaik; ford. Kertész Gabriella; Hunga-print, Bp., 1993 (Hunga könyvek)
  - (Nem zörög a haraszt címen is)
- A Sittaford-rejtély. Bűnügyi regény; ford. Wéber László; Hunga-print, Bp., 1993 (Hunga könyvek)
  - (A sittafordi rejtély címen is)
- A sors kapuja; ford. Vándor Judit; Hunga-print, Bp., 1993 (Hunga könyvek)
  - (Sors-rejtekajtó címen is)
- A titokzatos Mr. Quin; ford. Villányi György; Hunga-print, Bp., 1993 (Hunga könyvek)
  - (Mr. Quin címen is)
- A titokzatos Négyes; ford. Ceglédi Anita; Hunga-print, Bp., 1993 (Hunga könyvek)
  - (A négyek társasága; A négyek társasága címen is)
- Az alibi; ford. Katona Ágnes; Európa, Bp., 1994 (Európa krimi)
- "Balhüvelykem bizsereg..."; ford. Kertész Gabriella; Hunga-print, Bp., 1994 (Hunga könyvek)
- A frankfurti utas. Bűnügyi regény; ford. Wéber László; Hunga-print, Bp., 1994 (Hunga könyvek)
  - (A frankfurti utas címen is)
- Gyilkosság a diákszállóban; ford. Sarlós Zsuzsa; Magyar Könyvklub, Bp., 1994
- Agatha Christie Mallowan: Így éltünk Mezopotámiában; ford. Borbás Mária, versford. Kiss Zsuzsa; Magyar Könyvklub, Bp., 1994
- Miért nem szóltak Evansnak?; ford. Kada Júlia; Magyar Könyvklub, Bp., 1994
  - (Miért nem hívták Evanst? címen is)
- Poirot bravúrjai, 1-2.; ford. Schidló Éva et al.; Hunga-print, Bp., 1994 (Hunga könyvek)
  - (Poirot első esetei címen is)
- A vád tanúja és más történetek; ford. Villányi György; Hunga-print, Bp., 1994 (Hunga könyvek)
- Végtelen éjszaka; ford. Oláh Dávid; Hunga-print, Bp., 1994 (Hunga könyvek)
  - (Örök éj címen is)
- Bagdadba jöttek; ford. Csiszár Lajos; Hungalibri, Bp., 1995 (Hunga könyvek)
  - (Eljöttek Bagdadba címen is)
- Gyilkosság méretre; ford. Borbás Mária; Magyar Könyvklub, Bp., 1995
- A hét számlap rejtélye; ford. Kada Júlia; Magyar Könyvklub, Bp., 1995
- A karácsonyi puding; ford. Sarlós Zsuzsa; Magyar Könyvklub, Bp., 1995 
  - (A karácsonyi puding esete címen is)
- Tizenhárom rejtély; ford. Etédi Péter; Magyar Könyvklub, Bp., 1995
- Gyilkosság a csendes házban; ford. Kada Júlia; Magyar Könyvklub, Bp., 1996
- Gyöngyöző cián; ford. Köves Erzsébet; Magyar Könyvklub, Bp., 1996 
  - (Valaki hiányzik... címen is)
- A gyűlölet őrültje; ford. Moharné Dobó Éva; Hungalibri, Bp., 1996 (Hunga könyvek)
  - (Gyilkolni könnyű címen is)
- Parker Pyne nyomozásai; ford. Németh Zoltán, Varga István; Hungalibri, Bp., 1996 (Hunga könyvek)
  - (Parker Pyne esetei címen is)
- Zátonyok közt; ford. Szendrő Borbála; Magyar Könyvklub, Bp., 1996
- Ház a világ végén; ford. Pálföldy Margit; Hungalibri, Bp., 1997 (Hunga könyvek)
  - (A vörös sál; Ház a sziklán címen is)
- A Listerdale-rejtély; ford. Németh Zoltán, Varga István; Hungalibri, Bp., 1997 (Hunga könyvek)
- Poirot munkában; ford. Németh Zoltán, Varga István; Hungalibri, Bp., 1997 (Hunga könyvek)
  - (Poirot nyomoz címen is)
- Tükrökkel csinálják; ford. Csiszár Lajos; Hungalibri, Bp., 1997 (Hunga könyvek)
  - (Szemfényvesztés; Nem csalás, nem ámítás címen is)
- Feketekávé; regénnyé átdolg. Charles Osborne, ford. Zentai Éva; Magyar Könyvklub, Bp., 1998
- A Pollensa-öböl; ford. Német Zoltán, Varga István; Hungalibri, Bp., 1998 (Hunga könyvek)
  - (A pollensai probléma címen is)
- Az álmok háza; ford. Borbás Mária, versford. N. Kiss Zsuzsa, jegyz. Tony Medawar; Magyar Könyvklub, Bp., 2001
- Három vak egér; ford. Molnár Gabriella; Európa, Bp., 2004 (Európa krimi)
- A váratlan vendég; regénnyé átdolg. Charles Osborne, ford. Kovács Ivett; Magyar Könyvklub, Bp., 2004
- Hercules munkái; ford. Tábori Zoltán; Európa, Bp., 2006 (Európa krimi)
- Nem csalás, nem ámítás; ford. Tábori Zoltán; Európa, Bp., 2006 (Európa krimi)
  - (Szemfényvesztés; Tükrökkel csinálják címen is)
- Szunnyadó gyilkosság; ford. Magyari Andrea; Európa, Bp., 2006 (Európa krimi)
  - (Szunnyadó gyilkosság. Miss Marple utolsó nyomozása; Szunnyadó gyilkosság. Miss Marple utolsó esete címen is)
- Találkozás a halállal; ford. Sipos Katalin; Európa, Bp., 2006 (Európa krimi)
  - (Hercule Poirot munkában címen is)
- És eljő a halál...; ford. Sipos Katalin; Európa, Bp., 2007 (Európa krimi)
- Életem; ford. Kállai Tibor; Partvonal, Bp., 2008
- Gyilkolni könnyű; ford. Elekes Dóra; Európa, Bp., 2008 (Európa krimi)
  - (A gyűlölet őrültje címen is)
- Lord Edgware meghal; ford. Prekop Gabriella; Európa, Bp., 2008 (Európa krimi)
  - (Az áruló szemüveg; Lord Edgware rejtélyes halála címen is)
- Az órák; ford. Molnár Katalin; Európa, Bp., 2008 (Európa krimi)
  - (Órák címen is)
- Poirot első esetei; ford. Gy. Horváth László; Európa, Bp., 2008 (Európa krimi)
  - (Poirot bravúrjai címen is)
- Poirot nyomoz; ford. Sipos Katalin; Európa, Bp., 2008 (Európa krimi)
  - (Poirot munkában címen is)
- Pókháló; regénnyé átdolg. Charles Osborne, ford. Herczegh Gabriella; Európa, Bp., 2008 (Európa krimi)
- Tragédia három felvonásban; ford. Siklós Márta; Európa, Bp., 2008 (Európa krimi)
  - (Hercule Poirot téved? címen is)
- A vád tanúja; ford. Borbás Mária, Gy. Horváth László; Európa, Bp., 2008 (Európa krimi)
- A ferde ház; ford. Borbás Mária;Európa, Bp., 2009 (Európa krimi)
  - (Ferde ház címen is)
- Harmadik lány. Bűnügyi regény; ford. Dedinszky Zsófia; Európa, Bp., 2009 (Európa krimi)
  - (A harmadik lány címen is)
- Ház a sziklán; ford. Gálvölgyi Judit; Európa, Bp., 2009 (Európa krimi)
  - (A vörös sál; Ház a világ végén címen is)
- Nem zörög a haraszt; ford. Prekop Gabriella; Európa, Bp., 2009 (Európa krimi)
  - (A láthatatlan kéz címen is)
- Örök éj; ford. Molnár Katalin, versford. N. Kiss Zsuzsa; Európa, Bp., 2009 (Európa krimi)
  - (Végtelen éjszaka címen is)
- Gyilkosság a golfpályán; ford. Palkó Katalin; Európa, Bp., 2010 (Európa krimi)
  - (Az ijedt szemű leány címen is)
- Halál a felhők között; ford. Nyikos Eszter; Európa, Bp., 2010 (Európa krimi)
  - (Poirot gyanúba esik; Halál a felhők fölött címen is)
- Halloween és halál; ford. Elekes Dóra; Európa, Bp., 2010 (Európa krimi)
  - (Ellopott gyilkosság címen is)
- Mrs. McGinty meghalt; ford. Gálvölgyi Judit; Európa, Bp., 2010 (Európa krimi)
  - (Mrs. McGinty halott címen is)
- Négy színmű / Az egérfogó / A vád tanúja / Ítélet / Pókháló; ford. Dedinszky Zsófia, Herczegh Gabriella, Upor László; Európa, Bp., 2010 (Európa krimi)
- A sittafordi rejtély; ford. N. Kiss Zsuzsa; Európa, Bp., 2010 (Európa krimi) 
  - (A Sittaford-rejtély címen is)
- Chimneys titka; ford. Katona Tamás; Európa, Bp., 2011 (Európa krimi)
  - (Királyok és kalandorok címen is)
- Feketekávé; regénnyé átdolg. Charles Osborne, ford. Prekop Gabriella; Európa Bp., 2011 (Európa krimi)
- Mr. Quin; ford. Gy. Horváth László, Sipos Katalin; Európa, Bp., 2011 (Európa krimi)
  - (A titokzatos Mr. Quin címen is)
- A pollensai probléma; ford. Gy. Horváth László; Európa, Bp., 2011 (Európa krimi)
  - (A Pollensa-öböl címen is)
- Úti célja ismeretlen; ford. Horváth Kornélia; Európa, Bp., 2011 (Európa krimi)
- Bűnszövetkezetben; ford. Katona Tamás; Európa, Bp., 2012 (Európa krimi)
  - (No. 16., Cinkostársak címen is)
- Gyilkosvadászat; ford. Horváth Kornélia; Európa, Bp., 2012 (Európa krimi)
  - (Gloriett a hullának címen is)
- Hercule Poirot karácsonya; ford. Gálvölgyi Judit; Európa, Bp., 2012 (Európa krimi)
  - (Valaki csenget...; Poirot karácsonya címen is)
- Parker Pyne esetei; ford. Gy. Horváth László, Sipos Katalin; Európa, Bp., 2012 (Európa krimi)
  - (Parker Pyne nyomozásai címen is)
- A titkos ellenfél; ford. Neményi Róza; Európa, Bp., 2012 (Európa krimi)
  - (A titokzatos ellenfél címen is)
- Eljöttek Bagdadba; ford. Barna Miklós; Európa, Bp., 2013 (Európa krimi)
  - (Bagdadba jöttek címen is)
- Frankfurti utas; ford. Katona Tamás; Európa, Bp., 2013 (Európa krimi)
  - (A frankfurti utas címen is)
- Grand tour. A krimi királynőjének nagy utazása; szerk. Mathew Prichard, ford. Hedvig Olga; Partvonal, Bp., 2013
- A nagy négyes; ford. Neményi Róza; Európa, Bp., 2013 (Európa krimi)
  - (A négyek társasága; A titokzatos Négyes címen is)
- Az elefántok mindenre emlékeznek; ford. Horváth Kornélia; Európa, Bp., 2014 (Európa krimi)
  - (Az elefántok nem felejtenek címen is)
- A Greenshore-gloriett; ford. Horváth Kornélia, Prekop Gabriella; Európa, Bp., 2014 (Európa krimi)
- A karácsonyi puding esete; ford. Sipos Katalin; Európa, Bp., 2014 (Európa krimi)
  - (A karácsonyi puding címen is)
- Miss Marple; ford. Borbás Mária, Etédi Péter, Sipos Katalin; Európa, Bp., 2014 (Európa krimi)
- Balhüvelykem bizsereg; ford. Horváth Kornélia; Európa, Bp., 2015 (Európa krimi)
- A kis szürke agysejtek Poirot bölcsességei; szerk. David Brawn; Európa, Bp., 2015
- A Listerdale-rejtély; ford. Borbás Mária, Gy. Horváth László, Prekop Gabriella; Európa, Bp., 2015 (Európa krimi)
- Sors-rejtekajtó; ford. Barna Miklós; Európa, Bp., 2015 (Európa krimi)
  - (A sors kapuja címen is)
- A szárnyak szava; ford. Borbás Mária, Dedinszky Zsófia; Európa, Bp., 2015 (Európa krimi)
- Zátonyok közt; ford. Nyikos Eszter; Európa, Bp., 2015 (Európa krimi)
- Karácsonyi krimik / Hercule Poirot karácsonya; ford. Gálvölgyi Judit / Karácsonyi kaland; ford. Borbás Mária / A karácsonyi puding esete; ford. Sipos Katalin / Karácsonyi tragédia; ford. Etédi Péter; Európa, Bp., 2016
- Halál a Níluson; ford. Kosáryné Réz Lola; Helikon, Bp., 2017
- Omnibusz. A krimikirálynő legnépszerűbb regényei egy kötetben / Tíz kicsi néger; ford. Szíjgyártó László; Gyilkosság az Orient expresszen; ford. Katona Tamás; Európa, Bp., 2017
- A vád tanúja;[23] ford. Borbás Mária, Gy. Horváth László, Prekop Gabriella; Helikon, Bp., 2017
- Szunnyadó gyilkosság. Miss Marple utolsó esete; ford. Katona Ágnes; Helikon, Bp., 2018
  - (Szunnyadó gyilkosság; Miss Marple utolsó nyomozása címen is)
- Temetni veszélyes; ford. Gy. Horváth László; Helikon, Bp., 2018
- A titokzatos ellenfél; ford. Pordán Ferenc; Helikon, Bp., 2019
  - (A titkos ellenfél címen is)
- Az utolsó szeánsz. Természetfölötti novellák; ford. Borbás Mária et al.; Helikon, Bp., 2019
- Mert többen nincsenek; ford. Szíjgyártó László; Helikon, Bp., 2020
  - (A láthatatlan hóhér, Tíz kicsi néger címen is)
- Cinkostársak; ford. Katona Tamás; Helikon, Bp., 2020
  - (No. 16., Bűnszövetkezetben címen is)
- Adventi krimik; ford. Borbás Mária et al.; Helikon, Bp., 2021

### Mary Westmacott álnéven
- Az élet súlya; ford. Gálfalvi Ágnes; Hungalibri, Bp., 1999 (Hunga könyvek)
- A lányom mindig a lányom; ford. Szabó Mária Hungalibri, Bp., 1999 (Hunga könyvek)
- A rózsa és a tiszafa; ford. Vallasek Márta; Hungalibri, Bp., 1999 (Hunga könyvek)
- Befejezetlen portré; ford. Szabó Mária; Hungalibri, Bp., 2000 (Hunga könyvek)
- Az óriás kenyere, 1-2.; ford. Vallasek Márta; Hungalibri, Bp., 2000 (Hunga könyvek)
- Távol telt tőled tavaszom; ford. Görög Lívia; Hungalibri, Bp., 2000 (Hunga könyvek)

## Fordítás
- Ez a szócikk részben vagy egészben  az   Agatha Christie című angol Wikipédia-szócikk fordításán alapul.  Az eredeti cikk szerkesztőit annak laptörténete sorolja fel. Ez a jelzés csupán a megfogalmazás eredetét és a szerzői jogokat jelzi, nem szolgál a cikkben szereplő információk forrásmegjelöléseként.